# Yankee Global Enterprises
Yankee Global Enterprises LLC, YGE, är ett amerikanskt holdingbolag som äger basebollorganisationen New York Yankees i Major League Baseball (MLB), 20% av fotbollsklubben New York City FC i Major League Soccer (MLS) och 20% av det regionala sportmedieföretaget YES Network (Yankees Entertainment and Sports Network). Bolaget ägdes 2011 till majoritet av familjen till den avlidne affärsmannen George Steinbrenner medan antalet minoritetsägare var 32 och där Lester Crown, Lou Lamoriello, Donald Marron, James Murdoch, James L. Nederlander, Michael F. Price, Jerry Speyer och Orin Wilf framhävde sig ur minoritetsägarskaran.
Företaget grundades 1999 som Yankeenets (av företaget skrivet YankeeNets) efter att New York Yankees och basketorganisationen New Jersey Nets i National Basketball Association (NBA) kom överens om att fusionera sina affärsverksamheter med varandra. Man slöt kommersiella samarbetsavtal med New York Giants i National Football League (NFL) och den brittiska fotbollsklubben Manchester United i engelska Premier League. 2000 grundade man dotterbolaget Puck Holdings i syfte att köpa ishockeyorganisationen New Jersey Devils i National Hockey League (NHL) för $175 miljoner. 2002 lanserade man YES Network och övertog sändningsrättigheterna för Yankees och delvis Nets. Redan 2003 gick det rykten om att det var allvarliga meningsskiljaktigheter mellan ägarna i Yankees och Nets. En av osämjorna var att Nets ville bygga en ny inomhusarena till sig och Devils (som blev i ett senare skede Prudential Center) medan Yankees och George Steinbrenner ville inte vara med och finansiera detta eftersom de ansåg av Nets och Devils var rena förlustmaskiner. Det hela slutade med att Nets drog sig ur samarbetet med Yankees och hela basketorganisationen blev såld till fastighetsmagnaten Bruce Ratner för $300 miljoner och ishockeyorganisationen blev såld till minoritetsägaren och hög chef för Lehman Brothers, Jeffrey Vanderbeek. Ratner hade under budgivningsprocessen uttalat sig om att flytta New Jersey Nets till Brooklyn, för att vara Brooklyn Nets, ett löfte som verkställdes 2012 med hjälp av den ryske oligarken Michail Prochorov. Efter försäljningarna bytte holdingbolaget namn till det nuvarande. YES Network var dock en lyckad satsning och som såg till att YGE kunde ta på sig en skuld på $800 miljoner för att få igång byggandet av Yankees nya hemmaarena Yankee Stadium som kostade totalt $2,3 miljarder att slutföra. 2012 sålde man 49% av YES Network till den globala mediekoncernen News Corporation för under $1,5 miljarder. 2013 grundade man tillsammans med det brittiska holdingbolaget City Football Group, som i sin tur äger bland annat Manchester City, den amerikanska fotbollsklubben New York City FC i MLS. City Football Group blev majoritetsägare med 80% medan YGE äger de resterande 20%. De båda var med och betalde de $100 miljoner som MLS krävde för att ta in fotbollsklubben till ligan. De gjorde debut till 2015 års säsong och bara ett år senare var NYFC värda minst $285 miljoner. 2014 sålde holdingbolaget ytterligare 39% av Yes Network till 21st Century Fox (efterföljaren till News Corporation) och det regionala sportmedieföretagets företagsvärde steg till $3,9 miljarder.